# Сокіл-Оріон
Футбольний клуб «Сокіл-Оріон» — український аматорський футбольний клуб з села Великих Гаїв Тернопільського району Тернопільської області. Домашні матчі проводить на стадіоні «Сокіл» місткістю 1500 глядачів.

## Історія

### Досягнення
- Чемпіон Тернопільської області у сезонах 1998/1999 та 1999 років
- Володар кубка Тернопільської області у 1992 та 1993/1994 років, фіналіст 1982 року (поступились «Ниві» Бережани 2:3[2])
- Володар Суперкубка Тернопільської області імені І. Вишневського у 2000 році[3].

У 1999 та 2000 роках брала участь у чемпіонаті України з футболу серед аматорів, обидва рази не змогла вийти з групи. У 1999 році клуб також заявився на кубок України серед аматорів, але не з'явився на перший матч проти команди «Рочин» (Соснівка) і був знятий зі змагань.

## Попередні назви
- «Поділля» — володар Кубку Тернопільської області з футболу сезону-1979[4]
- до 1992: «Птахівник»
- 1993–1998: «Сокіл»
- з 1998: «Сокіл-Оріон»

## Всі сезони в незалежній Україні
| Сезон   | Чемпіонат | Чемпіонат | Чемпіонат | Чемпіонат | Чемпіонат | Чемпіонат | Чемпіонат | Чемпіонат | Кубок        | Кубок | Кубок | Кубок | Кубок | Кубок | Кубок | Примітка |
| Сезон   | Ліга      | Місце     | І         | В         | Н         | П         | М         | О         | Етап         | І     | В     | Н     | П     | М     | О     | Примітка |
| ------- | --------- | --------- | --------- | --------- | --------- | --------- | --------- | --------- | ------------ | ----- | ----- | ----- | ----- | ----- | ----- | -------- |
| 1992/93 | —         | —         | —         | —         | —         | —         | —         | —         | 1/32 фіналу  | 2     | 1     | 0     | 1     | 2−4   | 2     |          |
| 1994/95 | —         | —         | —         | —         | —         | —         | —         | —         | 1/128 фіналу | 1     | 0     | 0     | 1     | 0−3   | 0     |          |
| Всього  | —         | —         | —         | —         | —         | —         | —         | —         | >2 сезони    | 3     | 1     | 0     | 2     | 2−7   | 2     |          |

## Відомі гравці
Більшість гравців клубу до або після виступів за «Сокіл-Оріон» грали за професіональні клуби Тернопільської області, зокрема, за тернопільську «Ниву», заліщицький «Дністер» та бережанський «Сокіл». Відомі колишні гравці клубу:
- Дмитро Бідулько — колишній гравець «Кривбаса», «Буковини» та тернопільської «Ниви» у вищій лізі
- Сергій Богородиченко — колишній гравець донецького «Металурга» та тернопільської «Ниви» у вищій лізі
- / Володимир Венгринович — ветеран тернопільської «Ниви» у першості СРСР
- Роман Гурин — колишній гравець тернопільської «Ниви» у вищій лізі
- Олександр Ждаха — колишній гравець тернопільської «Ниви» у вищій лізі
- Ігор Козуб — колишній гравець «Буковини» та тернопільської «Ниви» у вищій лізі
- Тарас Літинський — колишній гравець тернопільської «Ниви» у вищій лізі
- Едуард Яблонський — колишній тренер, начальник, головний тренер тернопільської «Ниви»